# Mariano Rafael Castex
Mariano Rafael Castex (Buenos Aires, 10 de junio de 1886 - 30 de junio de 1968) fue un médico argentino.

## Biografía
Mariano Rafael Castex nació el 10 de junio de 1886 en la ciudad de Buenos Aires, República Argentina, hijo de Mariano del Sagrado Corazón de Jesús Castex Salisbury (1855, 1919) y de Petrona Rita Eduarda Susana Torres Arana (1866, 1937).
Proveniente de una familia de médicos, Mariano Castex ingresó a la Facultad de Medicina de la Universidad de Buenos Aires, donde se recibió en 1907.
Impartió clases de Fisiología e Higiene en el Colegio Nacional Mariano Moreno y aprovechando su fluido dominio de los idiomas inglés, francés y alemán, en 1908 viajó a Europa para perfeccionar sus estudios en las escuelas de los doctores Georges-Fernand Widal (París), Ludolf von Krehl (Heidelberg) y Rudolf Kraus (Berlín).
A su regreso en 1911 se hizo cargo de la cátedra de clínica médica del profesor Abel Ayerza, uno de los más destacados médicos de la época.
En 1913 fue puesto al frente de la Cátedra de Clínica Neurológica de la Facultad de Medicina. 
Posteriormente fue designado jefe de las Salas V y VI de Clínica Médica del Hospital Durand.
Durante ese período escribió numerosas obras: Síndrome coledociano, Estudios de medicina social, El seguro obrero (1911), Los aminoácidos y la patología clínica (1912), La digitaloterapia (1913), Diabetes grave (1914), Conferencias de clínica médica (1915), Sífilis hereditaria tardía (1920) que obtuvo el premio Nacional de Ciencias de 1922.
El 18 de septiembre de 1926 se casó en la Basílica de San Francisco (Buenos Aires) con Clara Tomasa Ocampo Alvear (1901, 1988) con quien tuvo numerosos hijos: Delia Susana (1928, 2003), Clara Joaquina Melchora, Mariano Narciso, Susana Carmen, Elena, María Teresa Enriqueta y Jorge Emilio Castex Ocampo.
En 1929 volvió a obtener el premio Nacional de Ciencias con su obra La hipertensión arterial.
En 1925 la Universidad de Hamburgo lo distinguió con una medalla de oro. Durante su carrera recibió también distinciones de Francia, Italia, España, Grecia, Estados Unidos, Brasil y Uruguay.
Era profesor honoris causa de, entre otras universidades, París, Madrid, Oxford, Berlín, Montevideo, Sucre, Bruselas y Río de Janeiro. Mariano R. Castex, cuando aceptó el Vicerrectorado de la UBA en tiempos de Uriburu (1930).
En 1931 fue designado Rector de la Universidad de Buenos Aires, aunque continuó trabajando en el Hospital de Clínicas.
En 1938, con motivo de su 25 aniversario como docente universitario, fue homenajeado por la Academia Nacional de Medicina instituyéndose un premio que llevaría su nombre.
Ese mismo año la Academia de Medicina de Buenos Aires lo nombró director del recientemente creado Instituto de Investigaciones Físicas Aplicadas a la Patología Humana.
El 19 de octubre de 1943 el gobierno de facto de Pedro Pablo Ramírez lo dejó cesante, en 1944 es nombrado en Buenos Aires ostentando el cargo de vicedirector del Instituto de Bacteriología, Química y Conservatorio de Vacuna Antivariólica.. El 18 de octubre de ese año tras dictar su última cátedra fue homenajeado por profesores, médicos y alumnos de la Universidad de Buenos Aires. En 1945 fue reincorporado. En 1951 es nombrado Miembro titular de la Academia Nacional de Medicina.
La autodenominada Revolución Libertadora lo designó en 1955 profesor honorario de la Universidad de Buenos Aires.
Desde entonces escribió Tratado de patología digestiva (1946) y Halistéresis (1950), sin tener en consideración numerosas publicaciones en revistas de su especialidad.
Fue nombrado en 1949 presidente honorario perpetuo de la Academia Nacional de Medicina y profesor emérito de la Universidad Católica de Buenos Aires. En 1964 organizó y presidió el VIII Congreso Mundial de Medicina Interna.
Defensor de la tarea del médico clínico frente a una creciente especialización afirmó «Hoy la población se enferma y se dirige a un especialista como quien recurre a un plomero o un joyero que se dedica a una partecita del todo. Para el verdadero beneficio del paciente hace falta que el médico clínico investigue todo su cuerpo asociado a su historia familiar física y socioeconómica.»
Fundó y presidió la Sociedad de Medicina Interna de Buenos Aires, presidió la Sociedad Argentina de Gastroenterología y fue miembro fundador de varios institutos.
Falleció el 30 de junio de 1968 en su ciudad natal.
Tras ser velados en su domicilio de Zabala 2161, sus restos fueron trasladados a la sede de la Academia Nacional de Medicina.
A su sepelio asistieron entre otras personalidades del ámbito médico y académico Raúl A. Devoto (rector de la Universidad de Buenos Aires), Andrés A. Santas (decano de la Facultad de Medicina), Antonio Marín (decano de la Facultad de Ingeniería), Adolfo Tamini (decano de la Facultad de Odontología), el presidente de la Academia Nacional de Medicina (que suspendió sus actividades por ocho días en señal de duelo), la comisión directiva de la Asociación Médica Argentina encabezada por su presidente Eduardo L. Capdehourat, Juan Rafael Llerena Amadeo (subsecretario de Cultura y Educación de la nación) y Horacio C. Rivarola (presidente de la Academia Nacional de Ciencias y de la Academia Nacional de Ciencias Morales y Políticas).
La Secretaría de Cultura y Educación expresó «Que el extinto se destacó como auténtico maestro de juventudes, a las que transmitió su amor a la medicina, en su condición de investigador, médico y escritor. Que es deber de esta Secretaría rendir homenaje a quien, dentro de una ponderable línea de conducta, siguió los intereses y acreditó el prestigio de la República, a través de una descollante obra en el campo de la cultura y la ciencia.»
El gobierno nacional se adhirió al duelo mediante un decreto, en cuyos considerandos expresaba que con su muerte perdía «la Nación y la ciencia a uno de sus hijos dilectos, el que se hallaba asociado a cuanto de mayor relieve pueda mencionarse en el campo de la medicina, donde incursionó con apasionada vocación, obteniendo para él y para su patria brillantes distinciones.»
Fue sepultado en el Cementerio de la Recoleta.
También fue llamado Mariano Castex el hospital inaugurado en 1954 en el partido de General San Martín, actualmente llamado Hospital Interzonal General Agudos Eva Perón.